# Iefremov
Iefremov é uma cidade da Rússia, o centro administrativo de um raion do Oblast de Tula.
A cidade tem estação na linha ferroviária Uzlovaia-Ielets.